# 張嵩 (萬曆舉人)
張嵩（16世紀—17世紀），號太室，湖廣黃州府蘄州廣濟縣人，明朝政治人物。

## 生平
張嵩是萬曆二十二年（1594年）甲午科舉人，授國子監學錄，和黃洪憲、郭子章友好，四十一年（1613年）外任南雄推官，在當地有善政，人民為他建立遺愛祠；之後他陞任南京大理寺寺正，天啟年間改官潯州知府，用計謀誘散官兵無法對付的異教徒數萬人，本獲推薦任職按察司副使，但因被小人中傷而致仕回鄉。

## 引用
1. 1 2  同治《廣濟縣志·卷七·人物志》：張嵩，號太室，萬厯甲午舉人，仕京學錄，出為南雄推官有善政，民立遺愛祠；晉南大理寺正，與黃葵陽、郭青螺相契尤深，所往復書皆經時理政之言，遷潯州知府，有異教妖祠熒眾，聚徒黨數萬謀作亂，官兵率為所扼，嵩密計招誘遂散去，臺臣以為能章，薦方超擢兵憲，中忌者言遂致仕歸同上（丁未縣志）